# Спанаћ
Спанаћ (лат. Spinacia oleracea, фам. лат. Chenopodiaceae) или шпинат је једногодишња или двогодишња зељаста повртарска биљка. Спада у лиснато и цветасто поврће. Има танак и разгранат корен. Стабло је усправно, са уздужним браздама, више или мање гранато. Тамнозелени листови су више или мање јајасти, троугласти или стреласти, цели и наизменично постављени. Цветови су једнополни и скупљени у цвасти. Мушки цветови граде терминалне класове, а женски су распоређени са стране и налазе се у пазуху листова. Плод је једносемена орашица. Спанаћ се гаји током целе године и веома је цењен јер садржи беланчевине, гвожђе, фосфор, калцијум и витамине.
Спанаћ је на европску трпезу доспео тек у 11. веку, када су га Мавари донели у Шпанију. Верује се да ова биљка потиче из Персије, а да је у Кину доспела у 7. веку након што је тамо, као дар, послао краљ Непала. Спанаћ добро успева у умереној клими, а иако доступан током целе године, најбољи укус и квалитет има онај који доспева у марту и мају, односно у септембру и октобру. Користи се као прилог јелима и за прављење пита и салата. Научници са шведског института „Каролинска” недавно су установили да свакодневно узимање овог поврћа знатно снажи мишиће. Тако су дали за право цртаном јунаку Попају који тврди да му снага потиче баш од ове намирнице.